# Semih Özakça
Semih Ozakça (né en 1989) est un activiste turc, instituteur et photographe, limogé de son poste d'enseignant durant les purges qui ont fait suite à la tentative de coup d'État en Turquie en juillet 2016.

## Biographie
Dans la nuit du 15 au 16 juillet 2016, une tentative de coup d'état a lieu en Turquie. Dans les jours qui suivent, le régime turc entreprend une série d'arrestations et de renvois au sein des Forces armées du pays, militaires, gendarmes, dans la police, mais aussi de l'enseignement, de la justice, du secteur de la santé, des médias et du secteur privé. 
Semih Ozakça est limogé de son poste d'enseignant durant ces purges.
Pendant 324 jours, entre le 9 mars 2017 et le 26 janvier 2018, Semih Ozakça et sa consœur Nuriye Gülmen elle aussi limogée ont fait une grève de la faim partielle (ne s'alimentant que de vitamines, d'eau, de sucre et de sel) pour protester contre leur mise au ban et demander leur réaffectation dans l'enseignement,. Les licenciements de fonctionnaires dans le cadre des purges de 2016 en Turquie sont lourds de conséquences pour ceux qui en sont les cibles. Ceux-ci perdent toute source de revenu et de protection sociale, et peinent à retrouver un emploi, les listes de fonctionnaires radiés étant publiques ce qui peut signifier leur « mort sociale »,. Leur passeports leur sont fréquemment confisqués.
D'après l'ONG Human Rights Watch, 5800 universitaires ont été ainsi limogés par des décrets-lois dans le cadre de l'état d'urgence instauré après le putsch manqué. En juillet 2017, un an après la tentative de coup d'État, ces purges ont visé plus de 33.000 enseignants (toutes filières confondues) et un total allant plus de 100.000 à 140.000 fonctionnaires.
Semih Özakça est devenu, à l'instar de sa consœur Nuriye Gülmen, une icône de la résistance de la société civile turque face à la dérive autoritaire du président Recep Tayyip Erdogan.